# Сканирующая лазерная поляриметрия
Сканирующая лазерная поляриметрия — метод измерения толщины слоя нервных волокон сетчатки при тестировании глаукомы. При реализации метода используется эффект поляризованного света.
Одним из основных приборов, применяемых для таких измерений, является сканирующий лазерный поляриметр GDx-VCC.
Однако  голландское исследование показало, что в то время как существует корреляция между стандартной автоматизированной периметрией и измерениями GDX-VCC у пациентов с глаукомой, предполагая, что измерения GDX-VCC хорошо соотносятся с функциональными потерями при глаукоме, у здоровых людей они не нашли практически никакой корреляции между периметрией и измерениями  GDX-VCC. Это ставит под сомнение его прогностическую ценность и предполагает возможность ошибочных прогнозов. см: "The Relationship between Standard Automated Perimetry and GDx VCC Measurements", Nicolaas J. Reus and Hans G. Lemij.... From the Glaucoma Service, The Rotterdam Eye Hospital, Rotterdam, The Netherlands.
К сведению,  первый прототип этого инструмента был разработан около 10 лет назад, и был впервые выпущен в продажу как GDX анализатор нервного волокна  (Laser Diagnostic Technologies Inc). Продукт второго поколения называется GDX Access. Поле зрения составляет 15 градусов и визуализация не требует расширения  зрачка. Поляризованное лазерное сканирование глазного дна создаёт монохроматическое изображение. Состояние поляризации света изменяется (запаздывание), как он проходит через две лучепреломляющие ткани (роговицу и слой нервных волокон сетчатки). Двойное лучепреломление роговицы устраняется (частично) с помощью патентованного  'компенсатора роговицы'. Величина запаздывания света, отражённого от дна преобразуется в толщину нервного слоя. Проблема неоптимальной компенсации двойного лучепреломления роговицы  в настоящее время решается производителем путём аппаратных и программных изменений. Лазерное сканирование GDX измеряет толщину слоя  нервных волокон сетчатки, которое является лишь первой частью сканирования вашего глаза, который повреждён глаукомой.
Прежде, чем мы пойдём дальше, давайте опишем основной инструмент GDX. Этот инструмент используют GaAIAs диодный лазер в качестве источника света. Этот диод будет излучать поляризованный свет. Источник He-Ne (632,8 нм) и аргон (514 нм).
Поляризационный модулятор в этом инструменте изменяет состояния поляризации на выходе лазера. Линейно поляризованный пучок от лазера затем проходит через вращающийся четвертьволновой ретардер.
Блок сканирования в данном инструменте используется для перемещения луча по горизонтали и вертикали на сетчатке. Сфокусированный луч 35 мкм в диаметре.
Этот инструмент также имеет детектор поляризации. Он используется для обнаружения поляризованного света, который отражается от роговицы. Он также используется для анализа изменений в поляризации отражённого излучения. Этот элемент состоит из второго синхронно вращающегося  четвертьволнового ретардера и линейного поляризатора в передней части фотодетектора. Затем выходные данные оцифровываются и хранятся в компьютере.

## Концепция прибора
В GDX анализаторе нервных волокон измеряется толщина слоя нервных волокон сетчатки (RNFL) с помощью сканирующего лазерного поляриметра на основе двулучепреломляющих свойств RNFL. Измерение производится начиная от 1,75 диаметра диска концентрическими кругами к периферии  диска.
Прибор проектирует поляризованный пучок света в глаз. Как этот свет проходит через ткани NFL, он изменяется и замедляется. Детекторы измеряют изменение и превращают его в толщину блоков, которые отображаются графически. Мера модуляции GDx вокруг эллипса  не зависит от оптики диска и соотношений самых толстых участков сверху или снизу в височных или носовых регионах.
Поле зрения составляет 15 градусов и визуализация не требует расширения зрачка.  Производится поляризованное лазерное сканирование глазного дна и создание монохроматического изображения. Состояние поляризации света подвергается изменению (запаздыванию),так как он проходит через двулучепреломляющие ткани (роговицу и RNFL).
Двулучепреломление роговицы устраняется (частично) с помощью 'компенсатора роговицы'. Величина запаздывания света, отражённого от дна преобразуется в толщину слоя нервных волокон сетчатки.
Для сканирующей лазерной поляриметрии сетчатки(SLP), роговица, хрусталик, и сетчатка трактуются как линейные ретардеры (оптические элементы, которые вводят запаздывание  освещающего пучка).
Линейный ретардер имеет ось наименьшей скорости распространения и ось быстрой, и эта пара осей ортогональны друг другу.Поляризованный свет проходит при более высокой скорости, когда его вектор электрического поля совмещён с быстрой осью ретардера.
В отличие от этого, поляризованный свет проходит на более низкой скорости, когда его вектор электрического поля совмещён с осью наименьшей скорости ретардера.

## Оптическая система
В этой модели, измерительный луч проходит через три линейных ретардера: компенсатор роговицы  (CC), роговицу (С), и равномерный радиальный ретардер (R), которые представляли собой  участки двойного лучепреломления в сетчатке (например, околососковый RNFL или макулы)  и сохраняющий поляризацию отражатель (PPR).

## Ретардеры
Во-первых, запаздывание (то есть, изменение поляризации) пропорционально толщине RNFL. В этом инструменте существуют четыре ретардера поляризованного луча в процессе измерения:
1. Первые два линейных ретардера имеют эквивалентное запаздывание и образуют VCC.
2. Третий линейный ретардер является сочетанием роговицы и переднего сегмента хрусталика.
3.Четвёртый линейный ретардер, с распределёнными радиально осями, является  двулучепреломляющей структурой сетчатки (RE; либо околососковый RNFL или волокна Henle).
Когда поляризованный свет проходит через двулучепреломляющую среду, один из двух компонентов волн, распространяющихся под 90 градусов друг к другу оказывается запаздывающей по отношению к другой. Степень полученного фазового сдвига прямо пропорционально количеству микротрубочек, через которые проходит свет, которое, в свою очередь, прямо пропорционально толщине RNFL. На рисунке выше показан этот процесс.
RNFL не является единственной видом двулучепреломляющих структур  глаза. Структуры переднего  сегмента, такие как роговица, также сдвигают фазу поляризованного света. Так последний инструмент включает компенсирующее устройство или так называемый 'компенсатор роговицы', который предназначен, чтобы удалить часть сигнала, генерируемого передним сегментом.
Это устройство состоит из двух оптических ретардеров, которые поворачиваются относительно друг друга, чтобы оператор мог установить компенсатор на любое значение между 0 нм и 120 нм. Поворот устройства на любой оси может компенсировать двулучепреломление переднего сегмента  в любой ориентации до 120 нм по магнитуде.
Медленная ось R была ориентирована радиально, и расстояние вокруг R измерялось от горизонтального  меридиана носа под углом β. В каждой точке, поэтому, быстрая ось R была R = β + 90°. Радиальное изменение запаздывания в этом случае не влияет на результаты анализа. Измеряемый луч отражался на более глубоком слое и возвращался назад через три ретардера в эллипсометр.
Отражение от глазного дна имеет высокую степень сохранения поляризации и отражатель в модели (сохраняющий поляризацию отражатель [PPR]) как предполагалось, сохранит полностью состояние поляризации падающего пучка, исключая фазу 180°  из-за разворота в обратную сторону. Каждый оптический компонент в данной модели испытывает двойной проход измерительного луча.

## Что значит двулучепреломляющий?

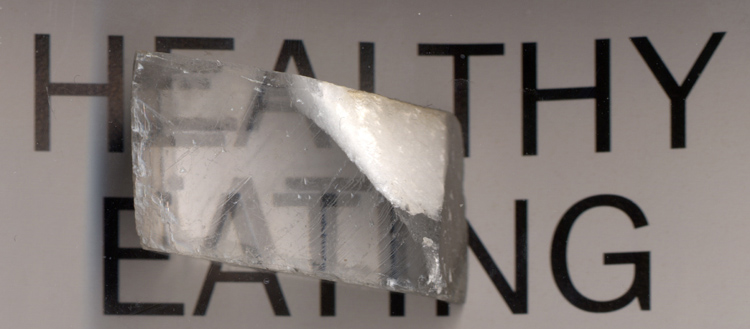
Двойное лучепреломление кристаллом кальцита, положенным на бумагу с текстом

Двулучепреломляющей является среда, имеющая отношение или характеризующаяся как среда двойного лучепреломления. На этой картине мы видим кристалл кальцита положенный на бумагу с текстом, показывающий двойную рефракцию.

## Инструмент
Компоненты:
1. SLP
2. VCC, состоящий из двух одинаковых ретардеров 
3. Передний сегмент глаза (А) 
4. Двоякопреломляющую структуру сетчатки (RE), такую как RNFL или волокнистый слой Генле, и глазного дна в качестве PPR.

## Клиническая интерпретация
Клиническая интерпретация дана на основе результатов GDX анализатора нервного волокна  от компании Carl Zeiss Meditec.
Во-первых, этот инструмент используется для измерения толщины слоя нервных волокон в нашей сетчатке. Но, GDX может дать монохроматическое изображение. Тогда как эта система будет анализировать и давать цвета для определённых значений различной толщины.
Представляет толщину RNFL толстых участков в красных и жёлтых цветах и тонких участков в синих и зелёных цветах.
Для здорового глаза, изображение будет иметь жёлтый и красный цвет в верхних и низних участках NFL. Но, при глаукоме, на изображении будет отсутствие красного и жёлтого цветов. Сверху и снизу более равномерный синий внешний вид. Изображение показывает, что глаз на поздней стадии заболевания.

## Карта девиации

График TSNIT

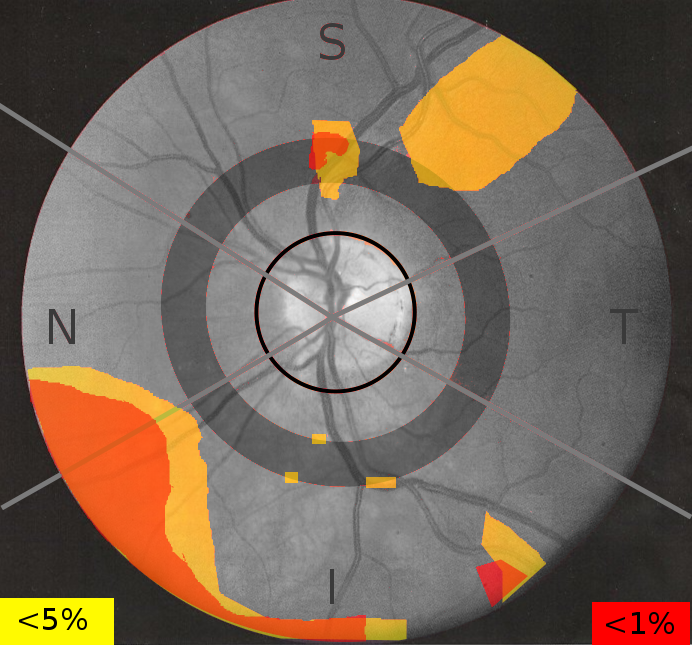
Карта девиации GDx

Карта девиации показывает расположение и величину RNFL сужения по отношению к нормальному значению. Это нормальное значение сформировалось как среднестатистическое значение представителей  различных культур. Дефекты имеют цветовую маркировку на основе вероятности нормальности (например жёлтый означает, что вероятность не превышает 5% для этого RNFL  такое положение нормально). Здоровый глаз имеет чёткую  карту девиации.
Дополнительное представление даёт TSNIT график. TSNIT строится по принципу височный-верхний - носовой - нижний-височный. Этот график отображает значения толщины по расчётным кругом от Т до S, N и обратно на Т. Площадь нормальных значений заштрихована. Измерения для левого глаза помечены "ОS", а для правого глаза "OD". Дефект указывается, если измеренное значение падает ниже затенённой области.

## Сравнительная база данных GDX
Обширная база данных имеет важное значение для точного обнаружения глаукомы. В этом приборе используется база данных из 540 обычных глаз. Субъекты являются многонациональным от 18 до 82 лет. База данных содержит также данные 262 глаз с глаукомой,  используемые для определения способности NFI различать нормальный глаз и  подверженный глаукоме.